# 13e étape du Tour d'Espagne 1999

La 13e étape du Tour d'Espagne 1999 s'est déroulée le 18 septembre entre Andorre-la-Vieille et Castellar del Riu.

## Récit
Annoncé comme l'un des favoris de l'épreuve et finalement relégué dans les profondeurs du classement, le Suisse Alex Zülle sauve son Tour d'Espagne en remportant cette étape de montagne.
Il distance son dernier compagnon d'échappée Nicola Miceli dans les derniers hectomètres.
Jan Ullrich conserve le maillot de oro en tirant profit de la rivalité entre les grimpeurs espagnols José María Jiménez et Roberto Heras.

## Classement de l'étape
|   | Coureur            | Pays    | Équipe   |    | Temps |
| - | ------------------ | ------- | -------- | -- | ----- |
| 1 | Alex Zülle         | Suisse  | Banesto  | en |       |
| 2 | Nicola Miceli      | Italie  | Liquigas | +  | 14 s  |
| 3 | José María Jiménez | Espagne | Banesto  |    | 32 s  |

## Classement général
|   | Coureur                   | Pays      | Équipe           |    | Temps      |
| - | ------------------------- | --------- | ---------------- | -- | ---------- |
| 1 | Jan Ullrich               | Allemagne | Deutsche Telekom | en |            |
| 2 | Igor González de Galdeano | Espagne   | Vitalicio        | +  | 49 s       |
| 3 | Roberto Heras             | Espagne   | Kelme            |    | 2 min 35 s |